# Elroy Smith
Elroy Alexander Smith, mais conhecido como Elroy Smith (Belmopan, 30 de novembro de 1981), é um futebolista belizense que atua como zagueiro. Atualmente, joga pelo Verdes.

## Carreira
Elroy fez sua estréia pela Seleção Belizenha de Futebol em junho de 2004 num jogo pelas Eliminatórias da Copa do Mundo FIFA contra o Canadá.

## Gols pela Seleção
| # | Data                  | Estádio                                            | Adversário            | Gol | Resultado | Competição                                  |
| - | --------------------- | -------------------------------------------------- | --------------------- | --- | --------- | ------------------------------------------- |
| 1 | 26 de março de 2008   | Warner Park, Basseterre, Ilha de São Cristóvão     | São Cristóvão e Neves | 1-0 | 1-1       | Eliminatórias da Copa do Mundo FIFA de 2010 |
| 2 | 16 de janeiro de 2011 | Estadio Rommel Fernández, Cidade do Panamá, Panamá | El Salvador           | 1-2 | 2-5       | Copa Centroamericana 2011                   |

## Estatísticas
| Clube          | Temporada | Jogos | Titular | Sub. | Gol | CA | CV |
| -------------- | --------- | ----- | ------- | ---- | --- | -- | -- |
| Deportes Savio | 2007-08 C | 12    | 12      | 0    | 0   | 1  | 0  |
| Deportes Savio | 2008-09 A | 15    | 13      | 2    | 1   | 2  | 0  |
| Deportes Savio | 2008-09 C | 14    | 14      | 0    | 1   | 1  | 1  |
| Deportes Savio | 2009-10 A | 18    | 18      | 0    | 2   | 2  | 1  |